# Schahrazor

Schahrazor als Teil des osmanischen Reiches. Zu sehen zwischen 35 und 40 Grad nördlicher Breite und 40 und 45 Grad östlicher Länge

Schahrazor ist der Name einer Landschaft in Kurdistan im Grenzgebiet des Iran und Irak. Es liegt westlich des Hawramangebirges und ist etwa 60 mal 40 km groß.
Im Laufe der Geschichte war Schahrazor ein sassanidischer Distrikt, ein kurdisches Königreich, ein osmanisches Vilâyet und schließlich ein Sandschak des Vilâyets Mossul.
Die Ebene von Schahrazor ist für die Ahl-e Haqq ein heiliges und gesegnetes Gebiet. Laut ihrem Glauben wird Gott am Tag des jüngsten Gerichtes dort hinabsteigen.

## Etymologie
Der Name Schahrazor (osmanisch شهرزور Şehr-i Zor; auch: Schahr-a Zor, Sherizor, Sharazor) besteht aus zwei Wörtern: Schar oder Schahr für Land, Region oder Stadt und Zor, das verschiedene Bedeutungen wie Kraft, Schwierigkeit, Zu viel und Großmut hat und vielleicht die arabisierte Form des Wortes Jor (oben) ist. Nach Yaqut al-Hamawi ar-Rumi, einem Geografen des 12. Jahrhunderts, stammt das Wort Zor von dem Sohn Zahaks namens Zor, der ebendiese Stadt gegründet haben soll, ab. Es ist erwähnenswert, dass alte Sagen die Kurden als Nachkommen der Menschen aus dem Königreich Zahaks sehen.

## Geschichte
Das Vorhandensein von vielen Tumuli und Tells zeugt von den der langen Geschichte Scharazors. In assyrischer Zeit lag hier vermutlich das Reich Zamua.
Sassanidische Zeit
Schahrazor und sein König Yazdan Kard werden in der Karnamak-e Ardaschir des ersten sassanidischen Königs Ardaschir I. und auch in einer Inschrift Narsehs in Garmian erwähnt.
Im 4. Jahrhundert wurden einige Einwohner Schahrazors, die zum Christentum konvertiert waren, von den Sassaniden zum Tode verurteilt. Unter den Opfern befanden sich auch der Bischof Schahdost Schahrazori und seine 128 Anhänger.
Im Jahr 627 wurde Schahrazor von Kaiser Herakleios überfallen und blieb bis 639 unter byzantinischer Herrschaft.
Arabische Eroberung
Im Jahr 642 wurde Schahrazor Augenzeuge einer großen Schlacht zwischen den Bewohnern und einfallenden arabischen Muslimen, die das sassanidische Reich erobern wollten. Trotz großer Verluste nahmen die Araber im Jahr 643 Schahrazor ein.
Im klassischen Zusammenhang und besonders unter den Sassaniden umfasste die Region Schahrazor die heutigen irakischen Gouvernements as-Sulaimaniyya, Kirkuk und Teilen Diyalas. Hauptstadt war Schahrazor, das sich in der Nähe von Sulaimaniyya befand.
Lokale Dynastien
Es wird berichtet, dass in der Region zwischen dem 11. und dem 16. Jahrhundert ein kurdisches Fürstentum bestand. Seine Hauptstadt war Yassin Tepe.
Nach Yaqut al-Hamawi ar-Rumi lag die Region Schahrazor zwischen Erbil im Westen und Hamadan im Osten und umfasste viele Städte, Orte und Dörfer. Er sagt, dass die Einwohner alle Kurden sind, die gegen den Sultan rebellisch sind und ihr Gebiet selber regieren.
Schahrazor war die erste Hauptstadt Ardalans. Die Region befand sich später unter der Herrschaft des Babanfürstentums, das ein wichtiges mittelalterliches Fürstentum war.
Osmanische Zeit
Um das 16. Jahrhundert wurde das Eyâlet Schahrazor mit Kirkuk als Zentrum unter Sultan Süleyman I. Teil des Osmanischen Reiches. Das Eyâlet bestand aus den drei heutigen irakischen Gouvernements as-Sulaimaniyya, Kirkuk und Erbil.
1879 wurde das Gebiet um Sulaimaniyya vom Vilayet Schahrazor abgetrennt und der Rest als Sandschak Teil des Vilâyets Mossul. 1894 wurde die Hauptstadt des Sandschaks in Kirkuk umbenannt, um Verwechslungen mit den Sandschak Zor des Vilâyets Aleppo zu verhindern.
Irakische Herrschaft
Im 20. Jahrhundert formte die irakische Regierung das Gouvernement Kirkuk, das nur noch die Region um Kirkuk umfasste und so Erbil und Sulaimaniyya ausschloss. Unter dem Baathregime wurde das Gouvernement Kirkuk arabisiert und Saddam Hussein trennte von Kurden bewohnte Städte vom Gouvernement ab. Er ändert den Namen des Gouvernements zu At-Ta'mīm, was so viel wie Staatseigentum bedeutet.
Modernes Schahrazor
Im heutigen Gebrauch bezeichnet Schahrazor die Ebene von Halabdscha zwischen Sulaimaniyya und Darbandichan. Unter den Sassaniden stimmte die Region Schahrazor nicht mit den heutigen Gouvernements Erbil und Kirkuk überein. Zu der Zeit war es eine der fünf Provinzen der Satrapie der Meder.